# The International (Turnier)
The International ist ein jährlich stattfindendes E-Sport-Dota-2-Meisterschaftsturnier, das vom US-amerikanischen Spieleentwickler Valve veranstaltet wird. Das Turnier begann als erste öffentliche Vorstellung von Dota 2 im August 2011 auf der Gamescom in Köln, mit einem Preisgeld in Höhe von 1,6 Millionen US-Dollar. Die Zweite bis Siebte Ausgabe des Turniers fanden in Seattle statt, seit der Achten Auflage (TI8-2018) wandert das Turnier jedoch global.
Der amtierende Meister ist die europäische Mannschaft Team Liquid.
The International gilt als prestigeträchtigstes Turnier der Dota-2-Szene. Gleichzeitig ist es auch das am höchsten dotierte E-Sports-Turnier der Welt. 25 Prozent der Einnahmen der Battle Pass Verkäufe fließen in den Preispool ein. Beim The International 2019 wurden über 34 Millionen US-Dollar an Preisgeldern ausgeschüttet. 2020 wurde ein Preispool von knapp über 40 Millionen US-Dollar erreicht. Aufgrund der Covid-19-Pandemie fand das Turnier 2020 nicht statt. Das gesammelte Preisgeld wurde bei dem 2021 in Bukarest nachgeholten Turnier verteilt.
2023 wurde der Schlachtenpass bzw. Battlepass zum jährlichen TI in seiner gewohnten Form von Valve eingestellt.

## Übersicht
| Jahr | Austragungsort                     | Preisgeld               | Anzahl Teilnehmer       | 1. Platz                | Erg.                    | 2. Platz                |
| ---- | ---------------------------------- | ----------------------- | ----------------------- | ----------------------- | ----------------------- | ----------------------- |
| 2011 | gamescom, Köln                     | 1.600.000 $             | 16                      | Natus Vincere           | 3 : 1                   | EHOME                   |
| 2012 | Benaroya Hall, Seattle             | 1.600.000 $             | 16                      | Invictus Gaming         | 3 : 1                   | Natus Vincere           |
| 2013 | Benaroya Hall, Seattle             | 2.874.380 $             | 16                      | Alliance                | 3 : 2                   | Natus Vincere           |
| 2014 | KeyArena, Seattle                  | 10.923.977 $            | 16 (+3)                 | Newbee                  | 3 : 1                   | Vici Gaming             |
| 2015 | KeyArena, Seattle                  | 18.429.613 $            | 16                      | Evil Geniuses           | 3 : 1                   | CDEC Gaming             |
| 2016 | KeyArena, Seattle                  | 20.770.460 $            | 16                      | Wings Gaming            | 3 : 1                   | Digital Chaos           |
| 2017 | KeyArena, Seattle                  | 24.787.916 $            | 18                      | Team Liquid (1)         | 3 : 0                   | Newbee                  |
| 2018 | Rogers Arena, Vancouver            | 25.532.177 $            | 18                      | OG (1)                  | 3 : 2                   | PSG.LGD                 |
| 2019 | Mercedes-Benz Arena, Shanghai      | 34.330.068 $            | 18                      | OG (2)                  | 3 : 1                   | Team Liquid             |
| 2020 | Avicii Arena, Stockholm            | abgesagt wegen COVID-19 | abgesagt wegen COVID-19 | abgesagt wegen COVID-19 | abgesagt wegen COVID-19 | abgesagt wegen COVID-19 |
| 2021 | Arena Națională, Bukarest          | 40.018.195 $            | 18                      | Team Spirit (1)         | 3 : 2                   | PSG.LGD                 |
| 2022 | Singapore Indoor Stadium, Singapur | 18.930.775 $            | 20                      | Tundra Esports          | 3 : 0                   | Team Secret             |
| 2023 | Climate Pledge Arena, Seattle      | 3.380.455 $             | 20                      | Team Spirit (2)         | 3 : 0                   | Gaimin Gladiators       |
| 2024 | Royal Arena, Kopenhagen            | 2.602.164 $             | 16                      | Team Liquid (2)         | 3 : 0                   | Gaimin Gladiators       |

## Rekorde
Stand: nach 2024
Meiste Teilnahmen (Team)
- 11  LGD Gaming (inkl. PSG.LGD)
- 10  Evil Geniuses

Meiste Teilnahmen (Spieler)
- 11  Tal Aizik (Fly)
- 11  Clement Ivanov (Puppey)

Meiste Turniersiege (Team)
- 2  OG
- 2  Team Spirit
- 2  Team Liquid

Meiste Turniersiege (Spieler)
- 2  Topias Taavitsainen (Topson)
- 2  Anathan Pham (ana)
- 2  Sébastien Debs (Ceb)
- 2  Jesse Vainikka (JerAx)
- 2  Johan Sundstein (N0tail)
- 2  Illya Mulyarchuk (Yatoro)
- 2  Magomed Chalilow (Collapse)
- 2  Myroslav Kolpakov (Mira)
- 2  Yaroslav Naidenov (Miposhka)
- 2  Neta Shapira (33)

## Turniere

### The International 2011

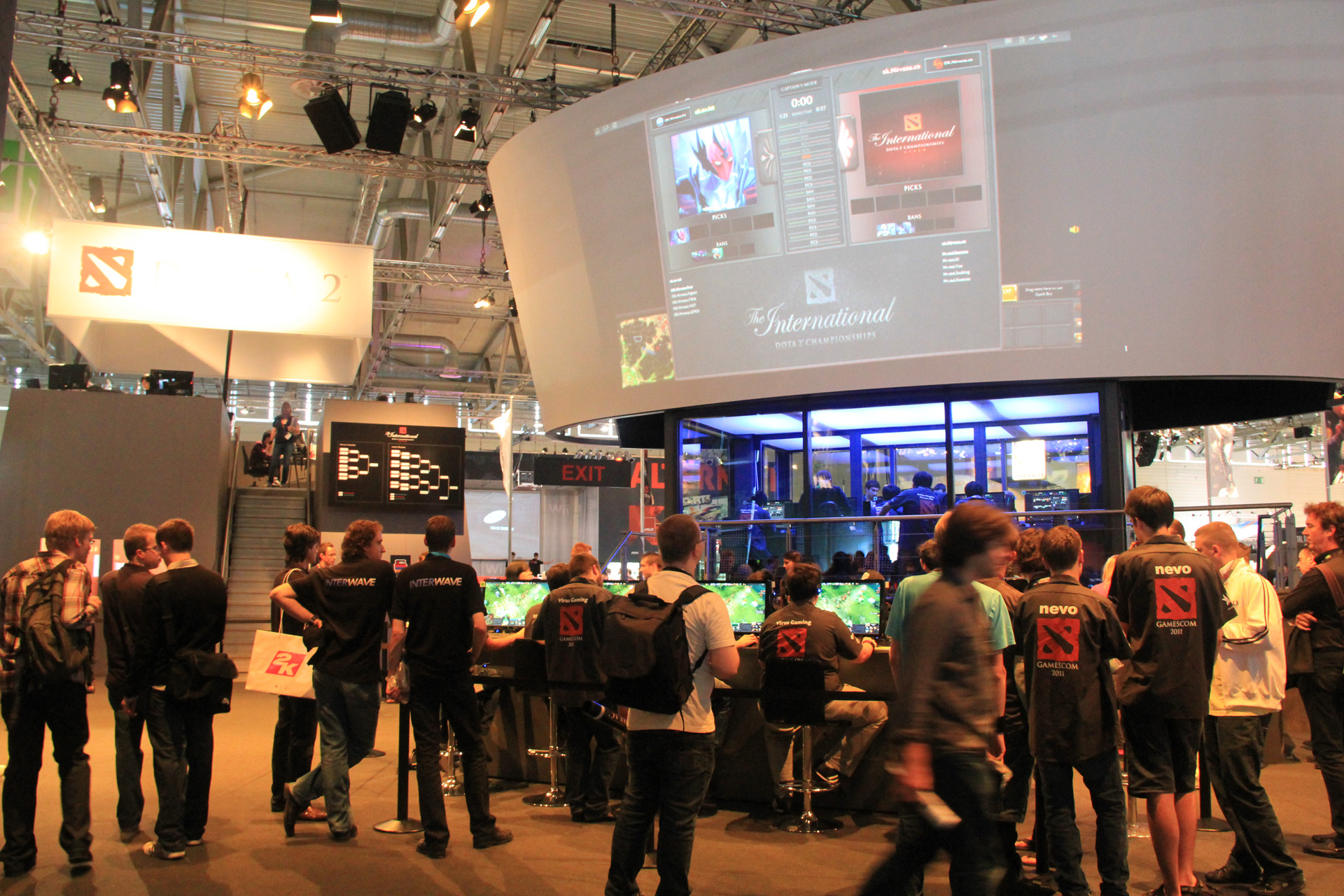
The International auf der Gamescom 2011

Valve kündigte The International im August 2011 an, als ersten Einblick in Dota 2. Das Turnier wurde auf der Gamescom in Köln abgehalten. 16 eingeladene Teams kämpften um eine Gesamtsumme von 1,6 Millionen US-Dollar, was das bis dahin höchste, in solch einem Turnier, verliehene Preisgeld war.
Das Event wurde in vier Sprachen (Englisch, Chinesisch, Russisch und Deutsch) live im Internet übertragen.
| Platz | Team                       | Preisgeld   |
| 1.    | Natus Vincere              | 1.000.000 $ |
| 2.    | EHOME                      | 250.000 $   |
| 3.    | Scythe Gaming              | 150.000 $   |
| 4.    | MeetYourMakers             | 80.000 $    |
| 5./6. | Invictus Gaming            | 35.000 $    |
| 5./6. | Moscow Five                | 35.000 $    |
| 7./8. | MiTH.Trust                 | 25.000 $    |
| 7./8. | Online Kingdom.Nirvana int | 25.000 $    |

| Platz   | Team             | Preisgeld |
| 9.–12.  | Mineski          | 0 $       |
| 9.–12.  | Virus Gaming     | 0 $       |
| 9.–12.  | TYLOO            | 0 $       |
| 9.–12.  | MUFC             | 0 $       |
| 13.–16. | Storm Games Clan | 0 $       |
| 13.–16. | OK.Nirvana.cn    | 0 $       |
| 13.–16. | Next Evolution   | 0 $       |
| 13.–16. | GosuGamers       | 0 $       |

### The International 2012

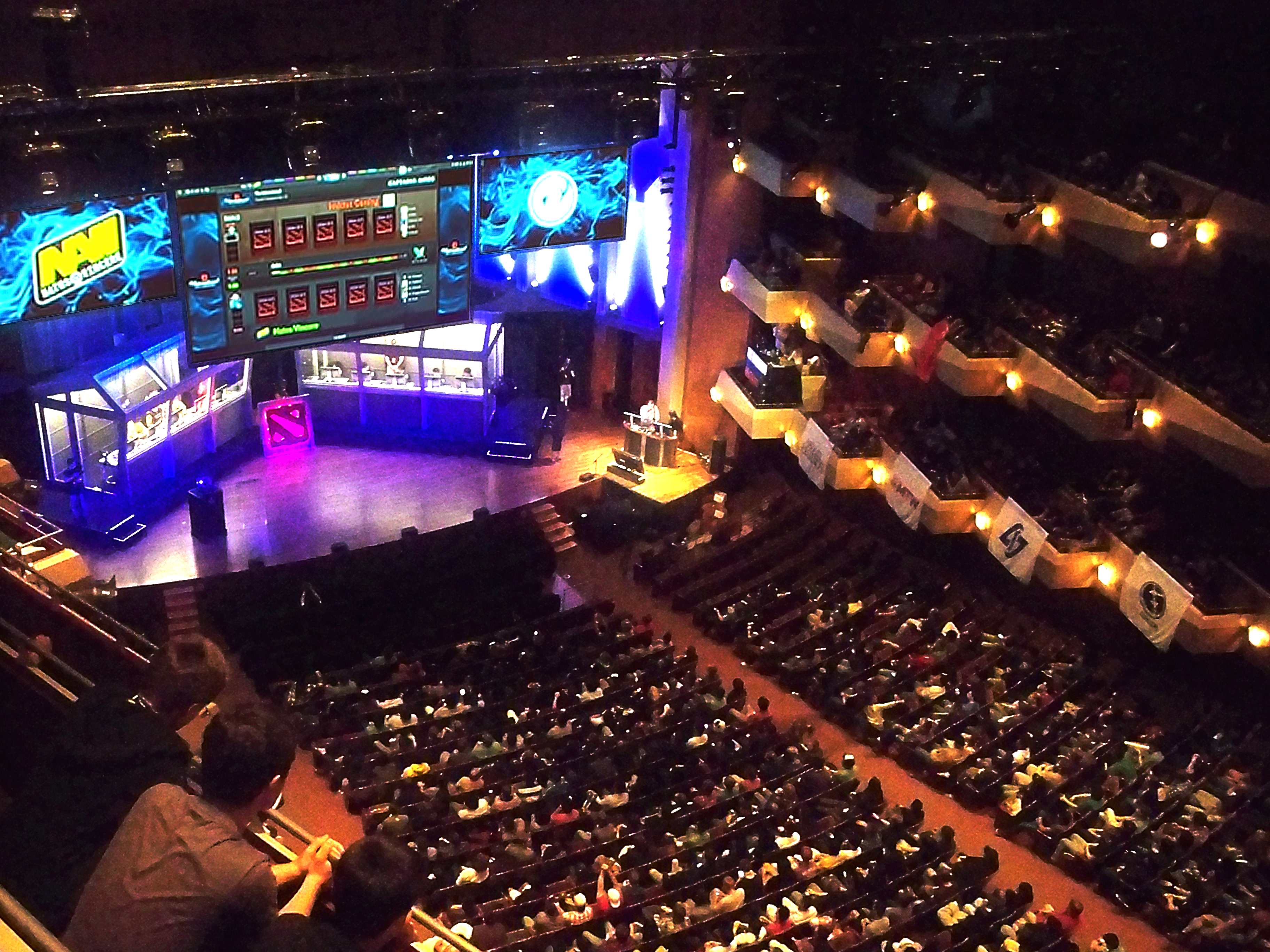
Innenraum der Benaroya Hall in Seattle während des The International 2012

Valve kündigte The International 2012 am 10. Mai 2012 an, mit den beiden am besten bewerteten DotA-Teams auf der Welt,  DK und dem Titelverteidiger  Natus Vincere, als ersten eingeladenen Teams. Im Gegensatz zum vorherigen Turnier, hielt Valve The International 2012 in der Benaroya Hall vom 31. August bis 2. September in Seattle ab. Es wurden 14 Teams eingeladen und 2 mittels Qualifikation ausgewählt.
Das Event wurde in drei Sprachen (Englisch, Chinesisch und Russisch) live im Internet übertragen.
| Platz | Team            | Preisgeld   |
| 1.    | Invictus Gaming | 1.000.000 $ |
| 2.    | Natus Vincere   | 250.000 $   |
| 3.    | LGD Gaming      | 150.000 $   |
| 4.    | Team DK         | 80.000 $    |
| 5./6. | EHOME           | 35.000 $    |
| 5./6. | Team Zenith     | 35.000 $    |
| 7./8. | TongFu          | 25.000 $    |
| 7./8. | Orange Esports  | 25.000 $    |

| Platz   | Team                 | Preisgeld |
| 9.–12.  | Counter Logic Gaming | 0 $       |
| 9.–12.  | compLexity           | 0 $       |
| 9.–12.  | Evil Geniuses        | 0 $       |
| 9.–12.  | Darer                | 0 $       |
| 13.–16. | Mortal Teamwork      | 0 $       |
| 13.–16. | mousesports          | 0 $       |
| 13.–16. | Moscow Five          | 0 $       |
| 13.–16. | Absolute Legends     | 0 $       |

### The International 2013
Valve kündigte The International 2013 am 23. April 2013 an; es fand vom 7. bis 11. August wieder in der Benaroya Hall in Seattle statt. Das erste eingeladene Team war der Titelverteidiger  Invictus Gaming. Insgesamt nahmen 16 Teams teil, wovon 13 direkt eingeladen wurden und drei Teams durch zwei Qualifikationsturniere und ein Spiel zu Beginn des Events ausgewählt wurden.
Am 6. Mai wurde bekannt gegeben, dass es für interessierte Zuschauer einen Battlepass zu erwerben geben wird. Dieser enthielt zusätzliche Informationen zu den Teams und Spielern und gab den Zuschauern die Möglichkeit, auf verschiedene Ereignisse im Turnierverlauf zu tippen. Ein Viertel des Erlöses der Battlepässe wurde dem Preispool von 1,6 Millionen US-Dollar zugeführt.
Mit einem Gesamtpreisgeld von 2.874.380 US-Dollar erlangte das Turnier den Titel „Höchstdotiertes E-Sport-Turnier“ zurück, welchen es zwischenzeitlich an die Riot League of Legends World Championship (2.000.000 US-Dollar) verloren hatte.
Das Event wurde in vier Sprachen (Englisch, Chinesisch, Russisch und Koreanisch) live im Internet übertragen.
| Platz | Team             | Preisgeld   |
| 1.    | Alliance         | 1.437.190 $ |
| 2.    | Natus Vincere    | 632.364 $   |
| 3.    | Orange.Neolution | 287.438 $   |
| 4.    | TongFu           | 201.207 $   |
| 5./6. | Invictus Gaming  | 114.975 $   |
| 5./6. | Team DK          | 114.975 $   |
| 7./8. | Team Liquid      | 43.116 $    |
| 7./8. | Fnatic           | 43.116 $    |

| Platz   | Team              | Preisgeld |
| 9.–12.  | Team Dignitas     | 0 $       |
| 9.–12.  | LGD International | 0 $       |
| 9.–12.  | LGD Gaming        | 0 $       |
| 9.–12.  | Team Zenith       | 0 $       |
| 13.–16. | RattleSnake       | 0 $       |
| 13.–16. | mousesports       | 0 $       |
| 13.–16. | MUFC              | 0 $       |
| 13.–16. | Virtus.pro        | 0 $       |

### The International 2014

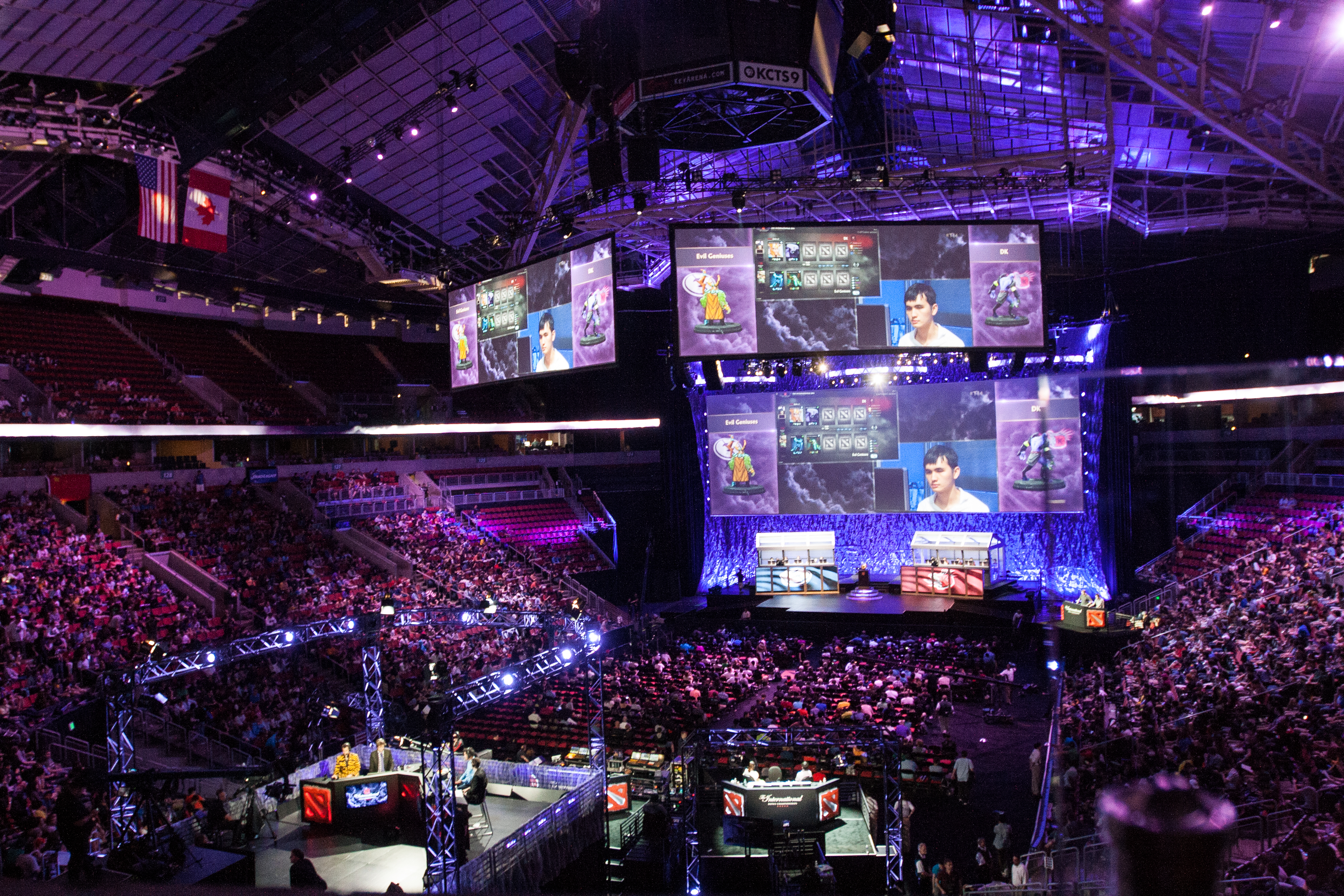
The International 4 in der KeyArena

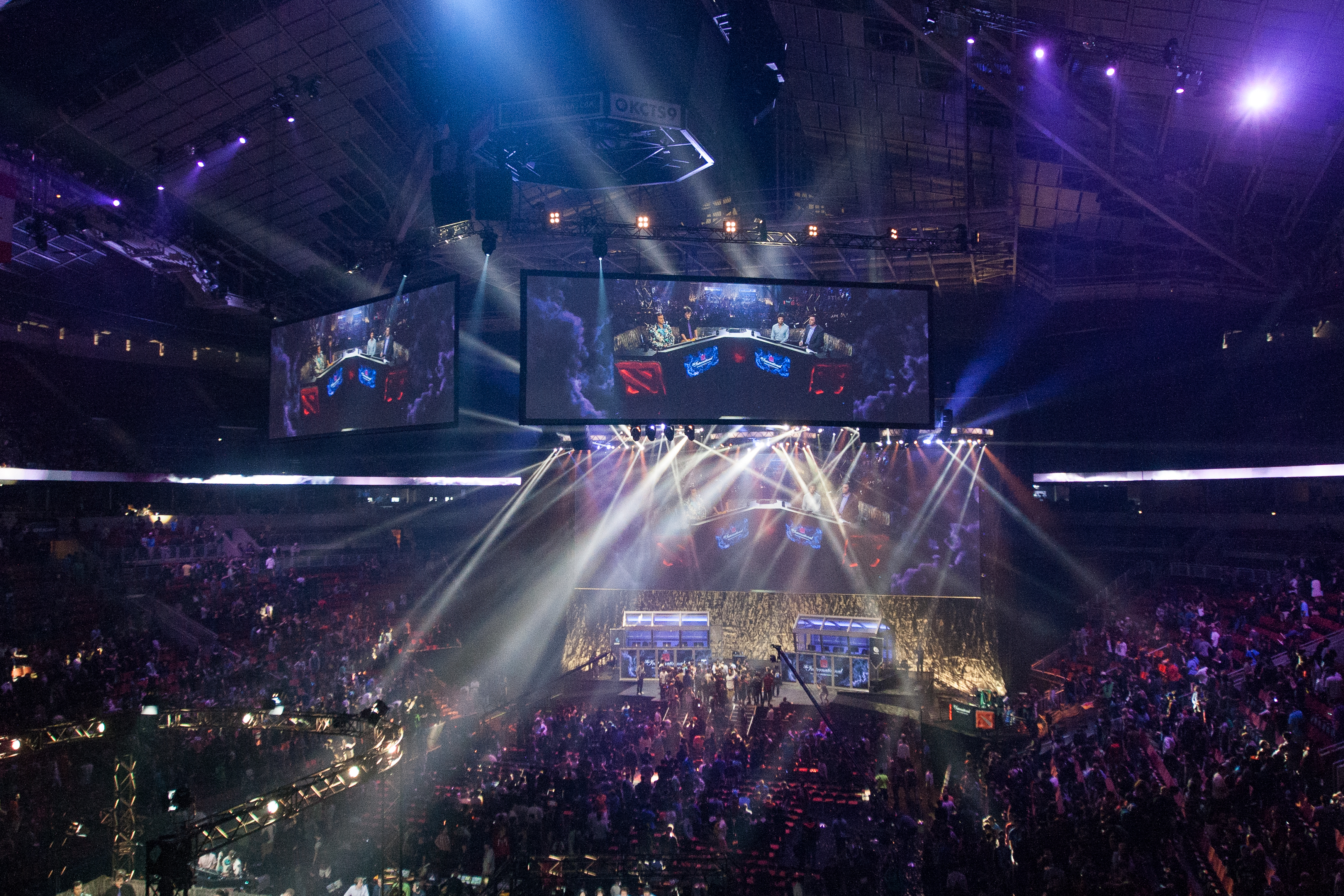
Die Preisverleihung nach dem Finale des The International 4

Das Preisgeld der The International 2014 lag mit über 10 Millionen US-Dollar deutlich über dem der Vorjahre. 9,33 Millionen US-Dollar des Preisgelds wurde von der Dota-2-Gemeinschaft per Crowdfunding finanziert. Erneut nahmen 16 Teams teil, wovon elf eingeladen und vier weitere über Qualifikationsturniere in Nord-/Südamerika, China, Südostasien und Europa ermittelt wurden. Zusätzlich gab es einen Wildcardteilnehmer.
Titelverteidiger  Alliance schied mit 6:9 Punkten bereits in der Vorrunde aus.
Im als Best-of-Five Format ausgetragenen Finale standen sich die beiden Teams  Newbee und  Vici Gaming gegenüber. Newbee gewann mit 3:1.
| Platz | Team            | Preisgeld   |
| 1.    | Newbee          | 5.025.029 $ |
| 2.    | Vici Gaming     | 1.474.737 $ |
| 3.    | Evil Geniuses   | 1.037.778 $ |
| 4.    | Team DK         | 819.298 $   |
| 5./6. | LGD Gaming      | 655.439 $   |
| 5./6. | Cloud 9         | 655.439 $   |
| 7./8. | Invictus Gaming | 518.889 $   |
| 7./8. | Natus Vincere   | 518.889 $   |

| Platz   | Team             | Preisgeld |
| 9./10.  | Titan eSports    | 49.158 $  |
| 9./10.  | Team Liquid      | 49.158 $  |
| 11./12. | mousesports      | 38.234 $  |
| 11./12. | Alliance         | 38.234 $  |
| 13./14. | Team Empire      | 21.848 $  |
| 13./14. | Fnatic           | 21.848 $  |
| 15./16. | Natus Vincere NA | 0 $       |
| 15./16. | Arrow Gaming     | 0 $       |

### The International 2015

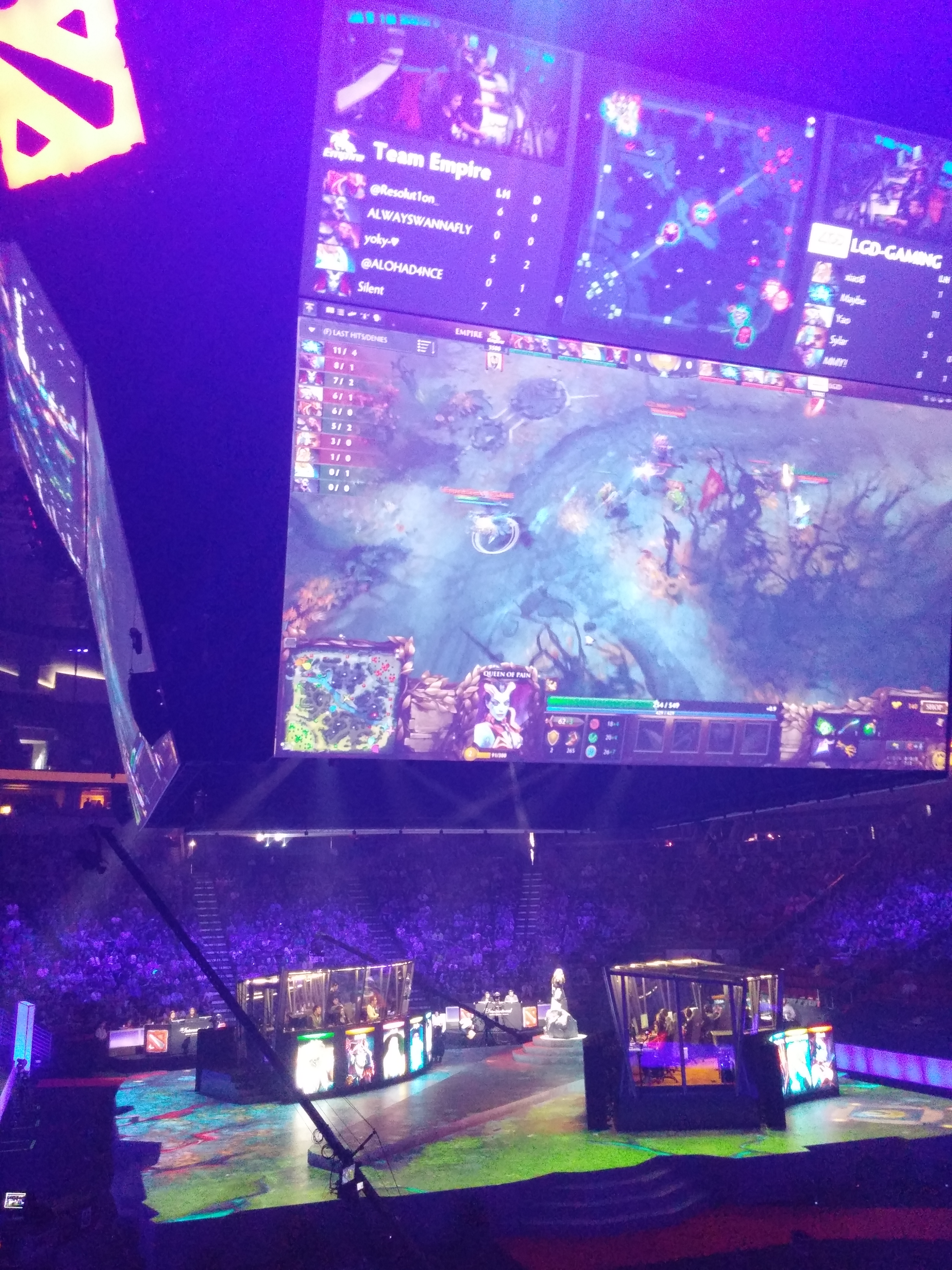
Die Bühne des The International 5

Das Team hatte zjuvor bereits die Dota 2 Asia Championship 2015 gewonnen.The International 2015 wurde am 7. Januar 2015 von Valve angekündigt und fand vom 3. bis 8. August 2015 statt. Es nahmen wiederum 16 Teams teil. Sieger des Turniers war das US-amerikanische Team  Evil Geniuses, welches mit den Spielern  Clinton „Fear“ Loomis,  Sumail „SumaiL“ Hassan,  Saahil „UNiVeRsE“ Arora,  Kurtis „AUI_2000“ Ling und  Peter „ppd“ Dager antrat. Das Team hatte zuvor bereits die Dota 2 Asia  Championship 2015 gewonnen.
Von den 16 Teams wurden 10 eingeladen ( Evil Geniuses,  Team Secret,  Vici Gaming,  Invictus Gaming,  LGD Gaming,  Cloud 9,  Virtus.pro,  Newbee,  Team Empire und  fnatic), 4 qualifizierten sich ( CompLexity,  EHOME,  Natus Vincere und  MVP HOT6ix). Zwei weitere Teams nahmen per Wildcard teil ( CDEC Gaming und  MVP Phoenix).
Das Preisgeld betrug über 18 Millionen US-Dollar, wobei mehr als 16,8 Millionen US-Dollar von den Dota-Spielern weltweit gestellt wurden.
| Platz | Team          | Preisgeld     |
| 1.    | Evil Geniuses | ≈ 6.634.661 $ |
| 2.    | CDEC Gaming   | ≈ 2.856.590 $ |
| 3.    | LGD Gaming    | ≈ 2.211.554 $ |
| 4.    | Vici Gaming   | ≈ 1.566.517 $ |
| 5./6. | Virtus.pro    | ≈ 1.197.925 $ |
| 5./6. | EHOME         | ≈ 1.197.925 $ |
| 7./8. | Team Secret   | ≈ 829.333 $   |
| 7./8. | MVP Phoenix   | ≈ 829.333 $   |

| Platz   | Team            | Preisgeld   |
| 9.–12.  | Invictus Gaming | ≈ 221.155 $ |
| 9.–12.  | CompLexity      | ≈ 221.155 $ |
| 9.–12.  | Cloud 9         | ≈ 221.155 $ |
| 9.–12.  | Team Empire     | ≈ 221.155 $ |
| 13.–16. | Newbee          | ≈ 55.289 $  |
| 13.–16. | Natus Vincere   | ≈ 55.289 $  |
| 13.–16. | Fnatic          | ≈ 55.289 $  |
| 13.–16. | MVP HOT6ix      | ≈ 55.289 $  |

### The International 2016

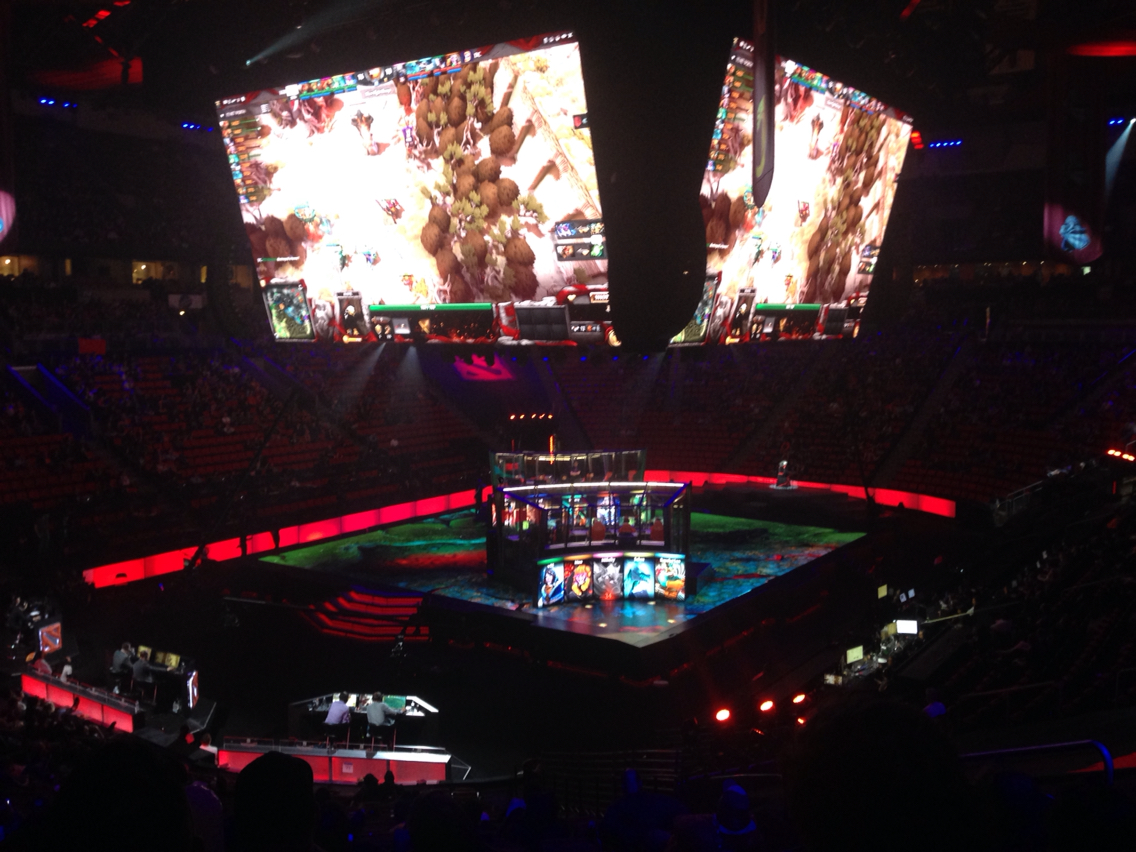
Blick auf die Spielfläche des The International 2016

The International 2016 fand vom 3. bis 13. August 2016 statt. An diesem Turnier nahmen erneut 16 Teams teil: 6 Teams wurden eingeladen ( OG,  Team Liquid,  Newbee,  LGD Gaming,  MVP Phoenix und  Natus Vincere), 8 qualifizierten sich ( Team Secret,  Alliance,  Wings Gaming,  Vici Gaming Reborn,  TnC Gaming,  fnatic,  Evil Geniuses und  Digital Chaos) und zwei weitere Teams nahmen durch eine Wildcard teil ( EHOME,  Escape Gaming).
Sieger des Turniers war das chinesische Team  Wings Gaming, welches mit den Spielern  Chu „shadow“ Zeyu,  Zhou „bLink“ Yang,  Zhang „Faith_bian“ Ruida,  Zhang „Innocence“ Yiping und  Li „iceice“ Peng antrat. Nach dem Sieg löste sich das Team auf und gilt bis heute als legendärer Royal Roader.
| Platz | Team          | Preisgeld     |
| 1.    | Wings Gaming  | ≈ 9,139,002 $ |
| 2.    | Digital Chaos | ≈ 3,427,126 $ |
| 3.    | Evil Geniuses | ≈ 2,180,898 $ |
| 4.    | fnatic        | ≈ 1,453,932 $ |
| 5./6. | EHOME         | ≈ 934,671 $   |
| 5./6. | MVP Phoenix   | ≈ 934,671 $   |
| 7./8. | Team Liquid   | ≈ 519,262 $   |
| 7./8. | TnC Gaming    | ≈ 519,262 $   |

| Platz   | Team               | Preisgeld   |
| 9.–12.  | Alliance           | ≈ 311,557 $ |
| 9.–12.  | LGD Gaming         | ≈ 311,557 $ |
| 9.–12.  | Newbee             | ≈ 311,557 $ |
| 9.–12.  | OG                 | ≈ 311,557 $ |
| 13.–16. | Escape Gaming      | ≈ 103.852 $ |
| 13.–16. | Natus Vincere      | ≈ 103.852 $ |
| 13.–16. | Team Secret        | ≈ 103.852 $ |
| 13.–16. | Vici Gaming Reborn | ≈ 103.852 $ |

### The International 2017
2017 wurde The International vom 2. bis 12. August 2017 ausgetragen. Es nahmen zum ersten Mal 18 Teams teil, 6 per Einladung und 12 per Qualifikation. Mit einem Preisgeld von 24.787.916 US-Dollar konnte das Turnier seinem Vorgänger den Titel des höchstdotierten E-Sport Events abnehmen. Den ersten Platz errang Team Liquid. Ihr Mannschaftskapitän Kuroky wurde dadurch zum E-Sportler mit den meisten gewonnenen Turnierpreisgeldern aller Zeiten.
| Platz  | Team              | Preisgeld    |
| 1.     | Team Liquid       | 10.862.683 $ |
| 2.     | Newbee            | 3.950.067 $  |
| 3.     | LGD.Forever Young | 2.592.231 $  |
| 4.     | LGD Gaming        | 1.728.154 $  |
| 5./6.  | Virtus.pro        | 1.110.956 $  |
| 5./6.  | Invictus Gaming   | 1.110.956 $  |
| 7./8.  | Team Empire       | 617.198 $    |
| 7./8.  | OG                | 617.198 $    |
| 9.–12. | Team Secret       | 370.319 $    |

| Platz   | Team          | Preisgeld |
| 9.–12.  | Evil Geniuses | 370.319 $ |
| 9.–12.  | TNC Pro Team  | 370.319 $ |
| 9.–12.  | Digital Chaos | 370.319 $ |
| 13.–16. | Execration    | 123.440 $ |
| 13.–16. | Cloud9        | 123.440 $ |
| 13.–16. | Infamous      | 123.440 $ |
| 13.–16. | iG Vitality   | 123.440 $ |
| 17./18. | Fnatic        | 61.720 $  |
| 17./18. | HellRaisers   | 61.720 $  |

### The International 2018

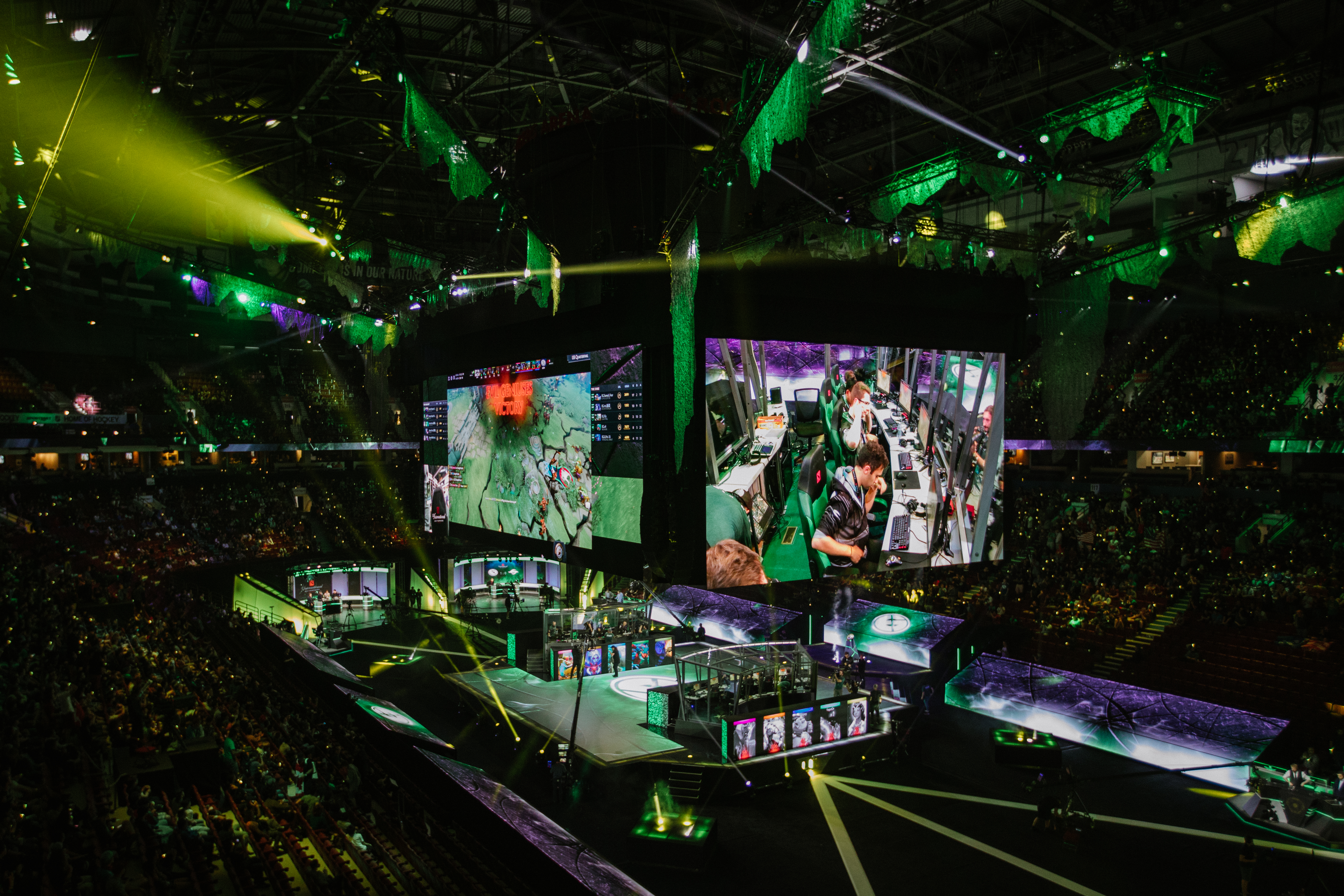
The International 2018 in der Rogers Arena

Das The International wurde 2018 erstmals in der Rogers Arena in Vancouver ausgetragen. Das vorläufige Preisgeld nach Beendigung des Finales betrug 25.532.177 US-Dollar.
| Platz  | Team          | Preisgeld    |
| 1.     | OG            | 11.208.573 $ |
| 2.     | PSG.LGD       | 4.074.852 $  |
| 3.     | Evil Geniuses | 2.674.122 $  |
| 4.     | Team Liquid   | 1.782.748 $  |
| 5./6.  | Team Secret   | 1.146.052 $  |
| 5./6.  | Virtus.pro    | 1.146.052 $  |
| 7./8.  | OpTic Gaming  | 636.696 $    |
| 7./8.  | VGJ.Storm     | 636.696 $    |
| 9.–12. | Mineski       | 382.017 $    |

| Platz   | Team            | Preisgeld |
| 9.–12.  | Team Serenity   | 382.017 $ |
| 9.–12.  | Vici Gaming     | 382.017 $ |
| 9.–12.  | Winstrike Team  | 382.017 $ |
| 13.–16. | fnatic          | 127.339 $ |
| 13.–16. | Newbee          | 127.339 $ |
| 13.–16. | TNC Predator    | 127.339 $ |
| 13.–16. | VGJ.Thunder     | 127.339 $ |
| 17./18. | Invictus Gaming | 63.670 $  |
| 17./18. | paiN Gaming     | 63.670 $  |

### The International 2019

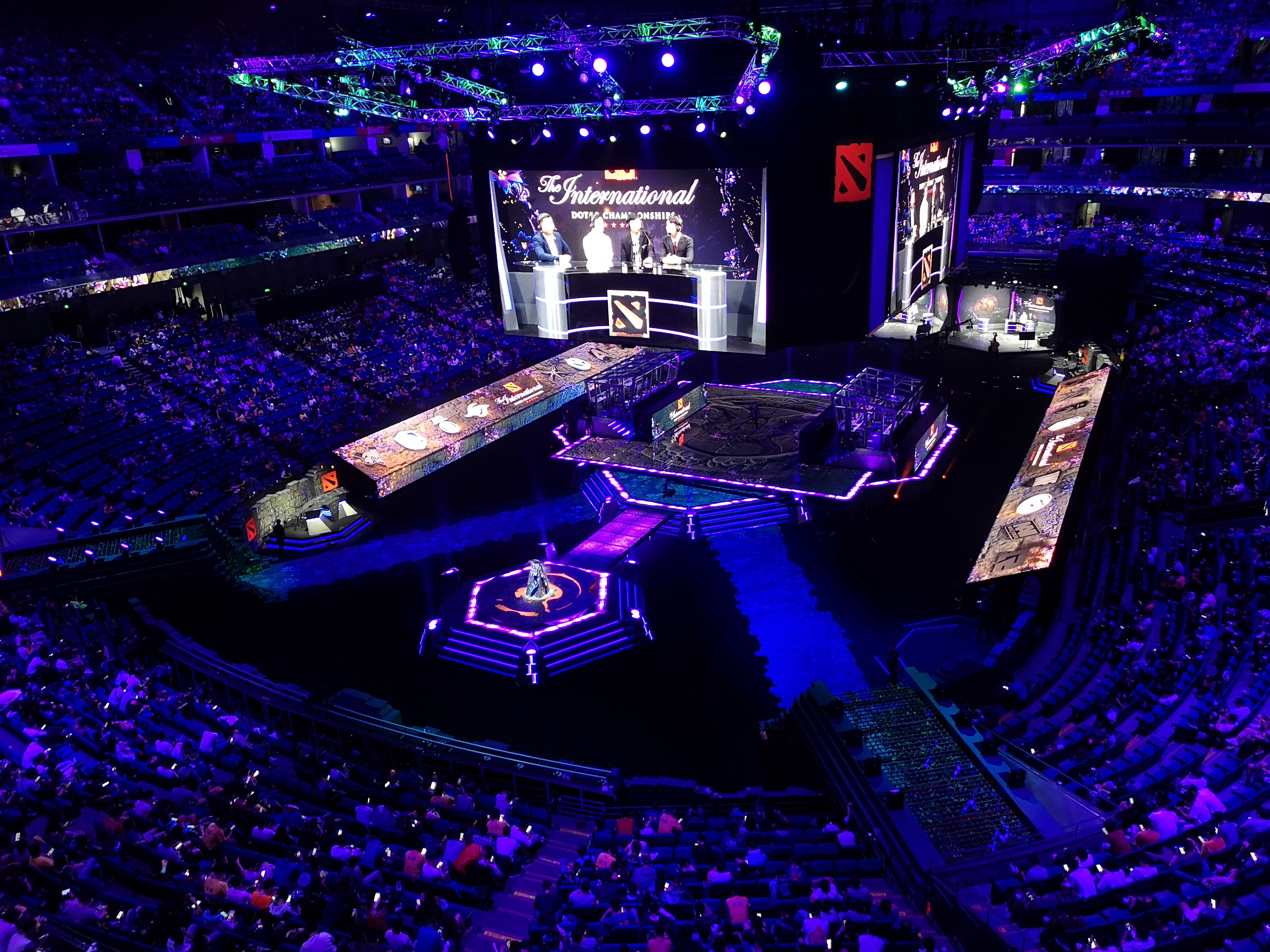
The International 2019 in der Mercedes-Benz Arena

The International wurde vom 15. bis 25. August zum neunten Mal ausgetragen.
Austragungsort war die Mercedes-Benz Arena in Shanghai. Die Qualifikation (Dota Pro Circuit) lief von Oktober 2018 bis Juni 2019. Die 12 besten Teams wurden direkt eingeladen. Sechs weitere Teams aus China, den GUS-Staaten, Europa, Nordamerika, Südamerika und Südostasien, die durch regionale Playoffs in bestimmt wurden, nahmen ebenfalls teil. Im Finale konnte sich OG mit 3:1 gegen Team Liquid durchsetzen und so das Turnier zum zweiten Mal in Folge gewinnen. Durch den Sieg beim International 2019 führen die drei Spieler Johan Sundstein (n0tail), Jesse Vainikka (JerAx) und Anathan Pham (ana) aktuell die weltweite Liste der erfolgreichsten E-Sportler nach Preisgeld an.
| Platz  | Team                | Preisgeld    |
| 1.     | OG                  | 15.620.181 $ |
| 2.     | Team Liquid         | 4.462.908 $  |
| 3.     | PSG.LGD             | 3.089.706 $  |
| 4.     | Team Secret         | 2.059.804 $  |
| 5./6.  | Evil Geniuses       | 1.201.552 $  |
| 5./6.  | Vici Gaming         | 1.201.552 $  |
| 7./8.  | Royal Never Give Up | 858.252 $    |
| 7./8.  | Infamous            | 858.252 $    |
| 9.–12. | Virtus.pro          | 686.602 $    |

| Platz   | Team               | Preisgeld |
| 9.–12.  | TNC Predator       | 686.602 $ |
| 9.–12.  | Newbee             | 686.602 $ |
| 9.–12.  | Mineski            | 686.602 $ |
| 13.–16. | Alliance           | 514.951 $ |
| 13.–16. | Fnatic             | 514.951 $ |
| 13.–16. | Keen Gaming        | 514.951 $ |
| 13.–16. | Natus Vincere      | 514.951 $ |
| 17./18. | Chaos Esports Club | 85.825 $  |
| 17./18. | Ninjas in Pyjamas  | 85.825 $  |

### The International 2021
Die zehnte Auflage von The International fand von 7. bis 17. Oktober 2021 in der Arena Națională in Bukarest statt. Ursprünglich sollte das Turnier 2020 in Stockholm ausgetragen werden, aufgrund der COVID-19-Pandemie wurde jedoch zuerst Zeitpunkt und dann Veranstaltungsort geändert. Zwölf Teams qualifizierten sich über die von Januar bis Juni 2021 laufende DPC, sechs weitere Teilnehmer wurden durch regionale Qualifikationsturniere ausgespielt. Im Finale des Turniers konnte sich Außenseiter Team Spirit mit 3:2 gegen PSG.LGD durchsetzen und damit einen Anteil am Preisgeld von über 18 Millionen US-Dollar gewinnen. Für das Siegerteam traten  Illja „Yatoro“ Muljartschuk,  Aleksandr „TORONTOTOKYO“ Chertek,  Magomed „Collapse“ Chalilow,  Miroslaw „Mira“ Kolpakow und  Jaroslaw „Miposhka“ Najdjonow an.
| Platz  | Team            | Preisgeld    |
| 1.     | Team Spirit     | 18.208.300 $ |
| 2.     | PSG.LGD         | 5.202.400 $  |
| 3.     | Team Secret     | 3.601.600 $  |
| 4.     | Invictus Gaming | 2.401.100 $  |
| 5./6.  | Virtus.pro      | 1.400.600 $  |
| 5./6.  | Vici Gaming     | 1.400.600 $  |
| 7./8.  | OG              | 1.000.500 $  |
| 7./8.  | T1              | 1.000.500 $  |
| 9.–12. | Fnatic          | 800.400 $    |

| Platz   | Team             | Preisgeld |
| 9.–12.  | Evil Geniuses    | 800.400 $ |
| 9.–12.  | Quincy Crew      | 800.400 $ |
| 9.–12.  | Alliance         | 800.400 $ |
| 13.–16. | Team Undying     | 600.300 $ |
| 13.–16. | Team Aster       | 600.300 $ |
| 13.–16. | Elephant         | 600.300 $ |
| 13.–16. | beastcoast       | 600.300 $ |
| 17./18. | Thunder Predator | 100.000 $ |
| 17./18. | SG esports       | 100.000 $ |

### The International 2022
Erstmals wurde The International in Südostasien ausgetragen. Das Turnier fand in Singapur statt und umfasste ein Preisgeld von 18.930.775 US-Dollar. Sieger des Turniers wurde die europäische Mannschaft Tundra Esports. Zum ersten Mal in der Turniergeschichte wurden die ersten drei Plätze von einer einzigen Region, in diesem Fall Europa, belegt.
| Platz  | Team              | Preisgeld   |
| 1.     | Tundra Esports    | 8.518.800 $ |
| 2.     | Team Secret       | 2.461.000 $ |
| 3.     | Team Liquid       | 1.703.800 $ |
| 4.     | Team Aster        | 1.135.800 $ |
| 5./6.  | Thunder Awaken    | 662.600 $   |
| 5./6.  | PSG.LGD           | 662.600 $   |
| 7./8.  | OG                | 473.300 $   |
| 7./8.  | beastcoast        | 473.300 $   |
| 9.–12. | Gaimin Gladiators | 378.600 $   |
| 9.–12. | Entity            | 378.600 $   |

| Platz   | Team                | Preisgeld |
| 9.–12.  | Boom Esports        | 378.600 $ |
| 9.–12.  | Evil Geniuses       | 378.600 $ |
| 13.–16. | Team Spirit         | 284.000 $ |
| 13.–16. | Fnatic              | 284.000 $ |
| 13.–16. | Royal Never Give Up | 284.000 $ |
| 13.–16. | Hokori              | 284.000 $ |
| 17.–20. | Soniqs              | 47.300 $  |
| 17.–20. | Talon Esports       | 47.300 $  |
| 17.–20. | BetBoom Team        | 47.300 $  |
| 17.–20. | TSM                 | 47.300 $  |

### The International 2023
Zum ersten Mal seit 2017 wurde The International wieder in Seattle ausgetragen. Anders als die Jahre davor wurden nur die letzten drei Tage des Turniers als „The International“ bezeichnet, während die Gruppenspiele und der Beginn der KO-Phase als „Road to the International“ vermarktet wurden. Sieger des Turniers wurde die osteuropäische Mannschaft Team Spirit, die sich mit ihrem Erfolg den zweiten Titelgewinn nach 2021 sichern konnte.
| Platz  | Team              | Preisgeld   |
| 1.     | Team Spirit       | 1.521.362 $ |
| 2.     | Gaimin Gladiators | 405.637 $   |
| 3.     | LGD Gaming        | 270.499 $   |
| 4.     | Azure Ray         | 185.898 $   |
| 5./6.  | Team Liquid       | 109.925 $   |
| 5./6.  | BetBoom Team      | 109.925 $   |
| 7./8.  | Virtus.pro        | 84.489 $    |
| 7./8.  | nouns             | 84.489 $    |
| 9.–12. | 9Pandas           | 67.569 $    |
| 9.–12. | Entity            | 67.569 $    |

| Platz   | Team              | Preisgeld |
| 9.–12.  | Talon Esports     | 67.569 $  |
| 9.–12.  | TSM               | 67.569 $  |
| 13.–16. | Tundra Esports    | 50.761 $  |
| 13.–16. | Keyd Stars        | 50.761 $  |
| 13.–16. | Shopify Rebellion | 50.761 $  |
| 13.–16. | Evil Geniuses     | 50.761 $  |
| 17.–20. | Thunder Awaken    | 33.840 $  |
| 17.–20. | beastcoast        | 33.840 $  |
| 17.–20. | PSG Quest         | 33.840 $  |
| 17.–20. | Team SMG          | 33.840 $  |

### The International 2024
The International 2024 fand vom 4. bis 15. September 2024 in Kopenhagen statt. Wie im Vorjahr wurden nur die letzten drei Tage des Turniers als "The International" vermarktet. Die europäische Mannschaft Team Liquid sicherte sich mit ihrem Turniersieg den insgesamt zweiten Erfolg der Organisation beim International. Erstmals in der Turniergeschichte war kein chinesisches Team unter den besten Vier vertreten.
| Platz | Team              | Preisgeld   |
| 1.    | Team Liquid       | 1.170.965 $ |
| 2.    | Gaimin Gladiators | 364.305 $   |
| 3.    | Tundra Esports    | 234.150 $   |
| 4.    | Team Falcons      | 156.100 $   |
| 5./6. | Cloud9            | 91.076 $    |
| 5./6. | Xtreme Gaming     | 91.076 $    |
| 7./8. | BetBoom Team      | 65.024 $    |
| 7./8. | Aurora Gaming     | 65.024 $    |

| Platz   | Team          | Preisgeld |
| 9.–12.  | Nouns Esports | 51.998 $  |
| 9.–12.  | 1w Team       | 51.998 $  |
| 9.–12.  | HEROIC        | 51.998 $  |
| 9.–12.  | Team Spirit   | 51.998 $  |
| 13.–16. | Talon Esports | 39.078 $  |
| 13.–16. | Team Zero     | 39.078 $  |
| 13.–16. | beastcoast    | 39.078 $  |
| 13.–16. | G2 x iG       | 39.078 $  |